# Горбаненко, Вячеслав Александрович
Вячесла́в Алекса́ндрович Горбане́нко (укр. В'ячеслав Олександрович Горбаненко; род. 22 февраля 1984, Кривой Рог, Днепропетровская область) — украинский футболист, игравший на позициях полузащитника и нападающего.

## Биография
Воспитанник криворожского футбола, с 7 лет занимался в ДЮСШ «Кривбасса». В турнирах ДЮФЛ Украины выступал за одесский СКА (1 игра) и криворожский «Кривбасс» (58 матчей, 11 голов). С 2003 года — в составе «Кривбасса», однако преимущественно играл за вторую команду клуба во второй лиге. Дебютировал за основной состав криворожан в высшем дивизионе украинского футбола 3 октября 2004 года, выйдя в стартовом составе в выездном матче против харьковского «Металлиста». Этот матч стал для игрока единственным за первую команду клуба. В 2005 году Горбаненко на полгода был арендован кировоградской «Звездой», выступавшей во второй лиге, а по окончании срока аренды вернулся в Кривой Рог, где отыграл ещё год за «Кривбасс-2». Также провёл 18 матчей за «Кривбасс» в турнире дублёров высшей лиги.
Покинув «Кривбасс» стал игроком ужгородского «Закарпатья», однако надолго там не задержался. После этого некоторое время выступал за любительские клубы, участвовавшие в областных соревнованиях. В 2007 году отправился в Белоруссию, где стал игроком жодинского «Торпедо». В течение полутора лет был одним из основных игроков «автозаводцев», а команда остановилась в шаге от бронзовых наград. Летом 2008 года вернулся в Украину, подписав контракт с «Полтавой», однако уже зимой снова отправился в Белоруссию, перейдя в ФК «Минск». В составе «горожан» провёл один сезон. 2010 год опять провёл в Украине, выступая за любительскую «Новую жизнь» из Полтавской области, а позже — за «Сумы» во второй лиге чемпионата Украины. В 2011 году стал игроком бобруйской «Белшины», за которую играл в течение года, являясь одним из игроков основы. Весной 2012 года снова стал игроком «Полтавы», однако там не заиграл, а уже летом того же года перешёл в кировоградскую «Звезду», в составе которой выступал в первой лиге, появляясь на поле в большинстве матчей. Последнюю игру на профессиональном уровне провёл в 2014 году за головковский «УкрАгроКом». По завершении карьеры выступал за любительские клубы из Кривого Рога.